# (7559) Kirstinemeyer
(7559) Kirstinemeyer ist ein Asteroid des inneren Hauptgürtels, der am 14. November 1985 vom dänischen Astronomen Poul Jensen am Observatorium Brorfelde (IAU-Code 054)  in der Nähe von Holbæk im Nordwesten der Region Sjælland in Dänemark entdeckt wurde.
Der Asteroid wurde am 2. April 2007 zu Ehren der dänischen Physikerin und Wissenschaftshistorikerin Kirstine Meyer (1861–1941) benannt, die 1909 als erste Frau in Dänemark in Naturwissenschaften promoviert wurde.